# Sarral
Sarral egy község Spanyolországban, Tarragona tartományban. Sarral Rocafort de Queralt, Conesa, Tarragona, Les Piles, Pontils, El Pont d’Armentera, Cabra del Camp, Barberà de la Conca, Solivella és Forès községekkel határos. Lakosainak száma 1583 fő (2024).

## Népesség
A település népessége az elmúlt években az alábbi módon változott:
| Lakosok száma | 1057 | 2683 | 2243 | 1630 | 1399 | 1492 | 1715 | 1595 | 1548 | 1583 |
|               | 1717 | 1887 | 1936 | 1960 | 1986 | 2004 | 2009 | 2014 | 2019 | 2024 |